# Alekszandr Ivanovics Pokriskin
Alekszandr Ivanovics Pokriskin (oroszul: Александр Иванович Покрышкин; Novoszibirszk, 1913. március 6. – 1985. november 13.) szovjet légierő marsallja.

## Életpálya
1925-ben látott egy légi bemutatót, ami meghatározta életcélját. 1933-ban műszaki diplomát szerzett a helyi főiskolán. 1938-ig egy fegyvergyárban dolgozott, ahol kidolgozott egy repülőgép-fedélzeti géppuskatípust, amit az R–5 felderítő repülőgépre szereltek fel. A hadsereg adminisztrációval történő kitartó harcát követően 1939-ben avatták repülő hadnaggyá. 
1941-től részt vett a második világháború légi harcaiban. Felkészült pilóta, már az első harcok alkalmával önállósította magát, az eredményesség érdekében eltért a központilag meghatározott taktikától. Pilótatársaival minden bevetés után egyeztették az elért győzelmeket, a vereségek okát, folyamatosan kialakítva az eredményes taktikát. Eredményességének köszönhetően elkerülte a hadbíróságot. A hadseregben igen erős titkosítások folytak, még azokat sem tájékoztatták az új technikai eszközökről, aki közvetlenül részt vettek alkalmazásuk támogatásában. Így fordulhatott elő, hogy a kevéssé ismert Szu–2-es könnyű bombázó esett áldozatul Pokriskin első légi győzelménél. 
A szovjetek második legeredményesebb ászpilótája összesen 59 hivatalos légi győzelmet aratott. Ebből 40-et MiG–3-sal, a többit P–39 Airacobrával. Ezenkívül további 13 német gép lelövését jelentette ellenséges terület felett, ám ezeket végül nem igazolták számára. Pokriskint szovjet terület fölött sohasem lőtték le. A második világháború során összesen 650 bevetést hajtott végre, ebből 156 légi csatában vett részt. Kísérőjét sohasem veszítette el. A háborút követően 1948-ban diplomázott a Frunze Katonai Akadémián. Több repülőalakulat parancsnokhelyettese volt. 1957-ben szerzett diplomát a vezérkari akadémián. A Kijevi Katonai Körzet parancsnokhelyettese, majd parancsnoka lett.

## Kitüntetések
Háromszor kapta meg a Szovjetunió Hőse kitüntetést, hatszor a Lenin-rendet. Négyszer érdemelte ki a Vörös Zászló érdemrendet, kétszer a Szuvorov-rendet, kétszer a Vörös Csillag érdemrendet, kétszer a Nagy Honvédő Háború érdemrendjét. Számos további magas kitüntetés tulajdonosa.
Novoszibirszkben egy utca, egy tér a szobrával és egy metróállomás viseli a nevét.
A 3348 Pokriskin kisbolygót – melyet Nyikolaj Sztyepanovics Csernih 1978-ban fedezett fel – róla nevezték el.

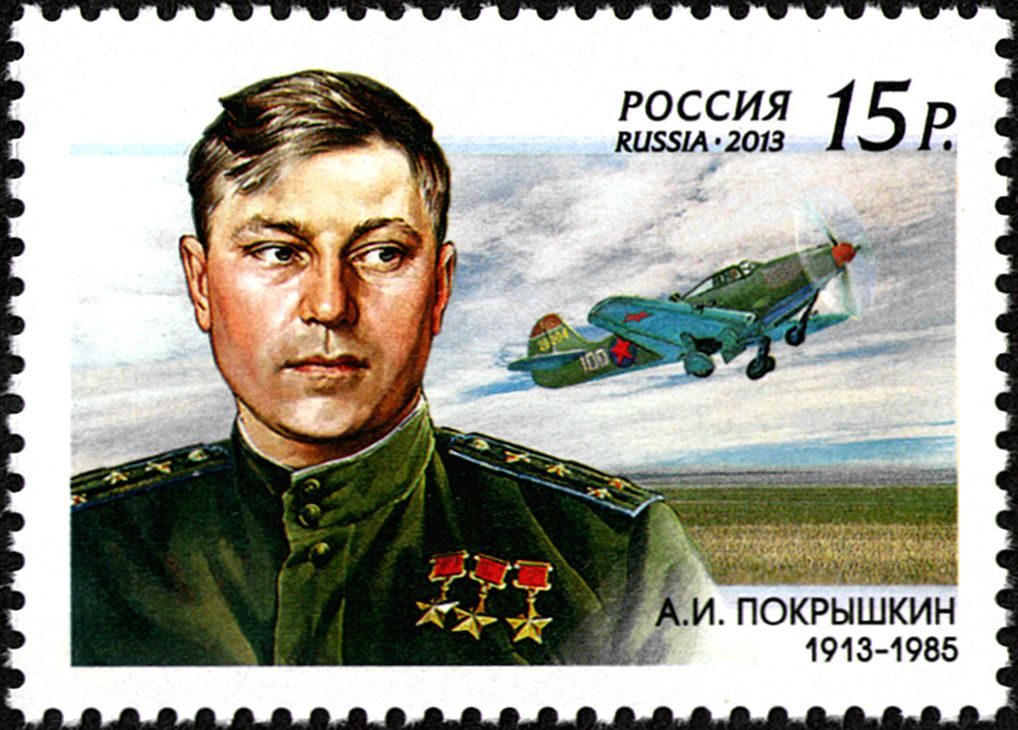
Orosz postabélyegen, 2013

## Írásai
Több könyvet írt a második világháborúban szerzett tapasztalatairól.